# Landsat 7

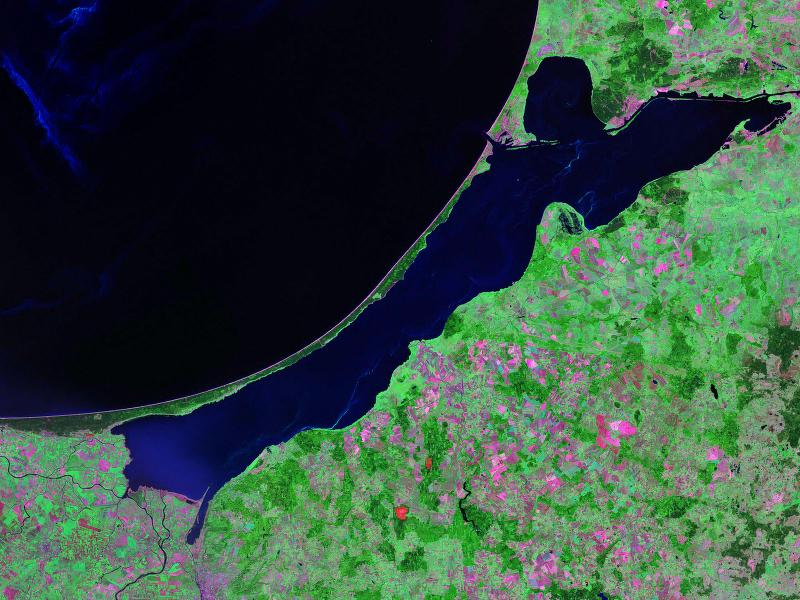
Zalew Wiślany - zdjęcie z satelity Landsat 7 (Geocover 2000)

Landsat 7 – satelita z amerykańskiego programu Landsat. Wystrzelony przy pomocy rakiety Delta II 15 kwietnia 1999 roku z bazy Vandenberg w Kalifornii.
Landsat 7 porusza się po orbicie biegunowej (inklinacja 98°), na wysokości 705 km, z okresem rewizyty (tj. czasem między kolejnymi przejściami nad tym samym obszarem) wynoszącym 16 dni.
Głównym instrumentem na pokładzie satelity jest Enhanced Thematic Mapper Plus (ETM+), który pozwala na rejestrację obrazów o rozdzielczości 15 (panchromatyczne) w kanale 8 pasma VNIR, 30 (wielospektralne) oraz 60 metrów na piksel (zdjęcia termowizyjne w podczerwieni). Szerokość pojedynczej sceny to około 185 km. Zebrane przez Landsata 7 dane posłużyły do stworzenia globalnej mozaiki przedstawiającej powierzchnię Ziemi. Proces ten obejmował wybranie scen z najmniejszą liczbą chmur, a następnie ich zortorektyfikowanie i odpowiednie przetworzenie tak, aby całość miała jednakową kolorystykę, jasność, itp.
Gotowe produkty dostępne są zarówno bezpłatnie jak i na zasadach komercyjnych, służą też jako podstawowe podkłady w wielu programach (warstwy NLT, Geocover 2000, OnEarth i i3 w NASA World Wind; TruEarth w Google Earth i Maps; TerraColor w Windows Live Maps/Virtual Earth 3D).